# Argyra albiventris
Argyra albiventris är en tvåvingeart som beskrevs av Friedrich Hermann Loew 1864. Argyra albiventris ingår i släktet Argyra och familjen styltflugor. Inga underarter finns listade i Catalogue of Life.